# Гюлиц-Рец
Гюлиц-Рец (нем. Gülitz-Reetz) — община в Германии, в земле Бранденбург.
Входит в состав района Пригниц. Подчиняется управлению Путлиц-Берге. Население составляет 514 человек (на 31 декабря 2010 года). Занимает площадь 24,27 км².
| Год  | Население |
| ---- | --------- |
| 2005 | 579       |
| 2010 | 512       |